# Тейлор (округ, Джорджия)
Те́йлор (англ. Taylor County) — округ штата Джорджия, США. Население округа на 2000 год составляло 8815 человек. Административный центр округа — город Батлер.

## История
Округ Тейлор основан в 1852 году.

## География
Округ занимает площадь 979 км2.

## Демография
Согласно Бюро переписи населения США, в округе Тейлор в 2000 году проживало 8815 человек. Плотность населения составляла 9 человек на квадратный километр.